# Lago Rotoiti (Ilha Sul)

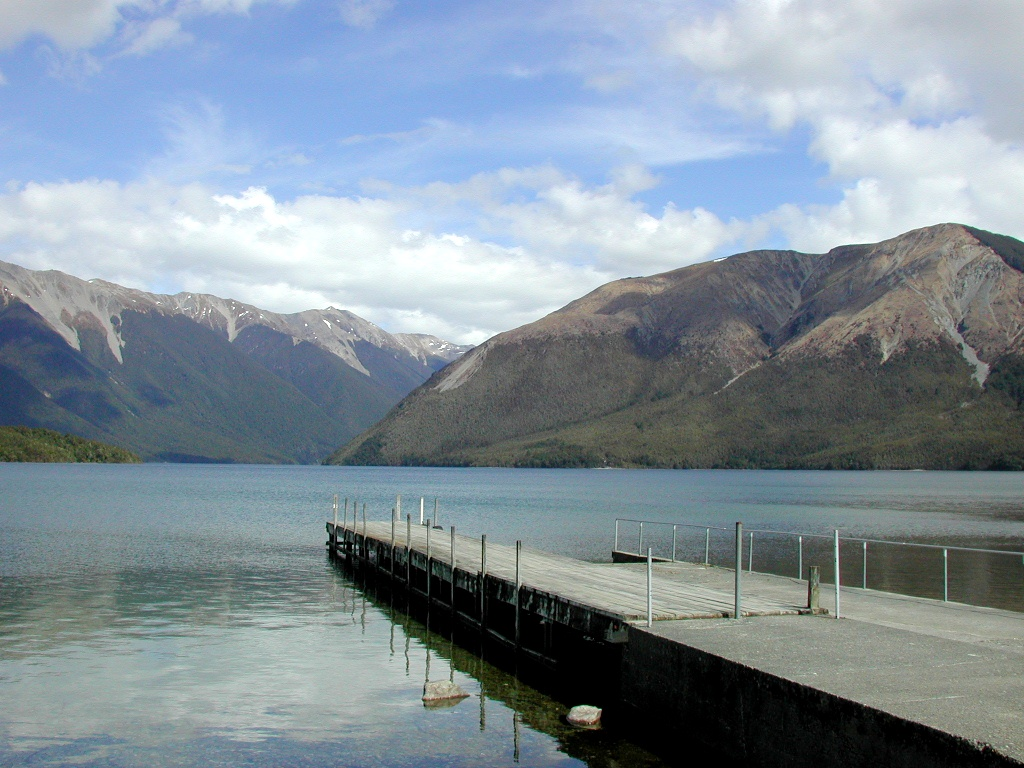

O lago Rotoiti é um lago localizado na Ilha Sul da Nova Zelândia. É um lago montanhoso dentro das fronteiras do Nelson Lakes National Park. O lago é alimentado pelo rio Travers, e sua água flui para o rio Buller. O lago é cercado por florestas de faias.